# Hispaniodirphia
Hispaniodirphia is een geslacht van vlinders van de familie nachtpauwogen (Saturniidae), uit de onderfamilie Hemileucinae.

## Soorten
- H. lemaireiana Rougerie & Herbin, 2006
- H. plana (Walker, 1855)